# Ascyltus divinus
Ascyltus divinus is een spinnensoort in de taxonomische indeling van de springspinnen (Salticidae).
Het dier behoort tot het geslacht Ascyltus. De wetenschappelijke naam van de soort werd voor het eerst geldig gepubliceerd in 1878 door Ferdinand Karsch.